# Мілош Дрбал
Мілош Дрбал,  (нар. — пом. радянські концтабори ГУЛАГу ) —  староста міста Хуст, депутат Сойму Карпатської України.

## Життєпис

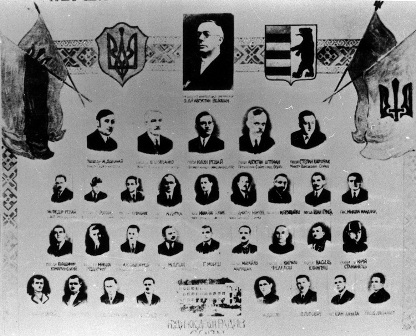
Посли Сойму Карпатської України.
По центру: Президент Карпатської України о. Августин Волошин; Перший ряд зліва направо: Микола Долинай, Юлій Бращайко, Юліян Ревай, Августин Штефан, Степан Клочурак; Другий ряд: Федір Ревай, Степан Росоха, Леонід Романюк, Августин Дутка, Михайло Тулик, Дмитро Німчук, Михайло Бращайко, Іван Грига, Микола Мандзюк; Третій ряд: Володимир Комаринський, Микола Різдорфер, Антон Ернест Олдофреді, Мілош Дрбал, Григорій Мойш, Михайло Марущак, Кирило Феделеш, Василь Климпуш, о. Юрій Станинець; Четвертий ряд: Василь Щобей, Іван Ігнатко, Юрій Пазуханич, Іван Перевузник, Адальберт Довбак, Петро Попович, Іван Качала, Василь Лацанич

За фахом юрист, прибув на роботу в Підкарпатську Русь, зокрема – до Хуста.
Позитивна діяльність спричинила до обрання його старостою цього міста в другій половині 30-х років XX ст.
Автор статті «Сьогоднішній Хуст», де розповідав, що було зроблено у справі розбудови міста за чехословацький період. 

### ПосолСойму Карпатської України
Мілош Дрбал від чеської національної меншини був рекомендований та обраний 12 лютого 1939 року послом сойму Карпатської України.12 лютого 1939 року був обраний депутатом сойму Карпатської України.

### В ув'язненні
За спогадами уродженця Хуста Івана Сарвадія, який  на засіданнях міжнародної комісії проти системи концентраційних таборів свідчив про таке: 
| На запит судді я представив імена чехів, д-ра Дрбала, колишнього старости міста Хуст, та інших, що їх «Смерш» запроторив у пивницю, а після знущань вивіз у концтабір, де всі були замучені. |
Ідентичні дані також повторив відомий діяч української діаспори Вікентій Шандор у першій книзі своїх спогадів про Карпатську Україну, вказуючи, що в концтаборах Радянського Союзу разом із такими діячами, як Федір Ревай, Юлій Бращайко, Едмунд Бачинський, Дмитро, Василь та Іван Климпуш, перебував і депутат сойму Карпатської України Мілош Дрбал, який там і загинув (точної дати, на жаль, не виявлено).